# Красні Полянки
Кра́сні Поля́нки (рос. Красные Полянки, ерз. Красные Полянки) — селище у складі Ардатовського району Мордовії, Росія. Входить до складу Октябрського сільського поселення.

## Населення
Населення — 1 особа (2010; 0 у 2002).